# Assedio di Maubeuge
L'assedio di Maubeuge fu una delle prime battaglie combattute sul fronte occidentale durante la prima guerra mondiale, quando l'esercito tedesco, dopo aver superato il territorio belga, si trovò a dover fronteggiare le forze, anche se non sempre congiunte, di francesi e inglesi, nel tentativo di sfondare le linee avversarie e dirigersi verso Parigi, come prestabilito dal piano Schlieffen. Questo combattimento fu il primo assedio condotto su suolo francese durante la guerra e durò complessivamente 15 giorni, dal 24 agosto al 7 settembre 1914, giorno in cui i soldati francesi asserragliati nel forte si arresero alle truppe imperiali tedesche.

## Eventi precedenti l'attacco
Il 7 agosto il generale Joseph Anthelme Fournier, comandante della guarnigione francese di stanza nel forte, avvertì il Comando alleato dell'alta probabilità di una massiccia offensiva tedesca sul fiume Mosa, ma il generale Joseph Joffre, comandante dell'esercito francese, non prese in seria considerazione tale affermazione, giudicando Fournier come disfattista.
Il 12, durante il Consiglio di guerra britannico, il ministro della Guerra inglese, Horatio Kitchener, intuì che la forza d'attacco principale tedesca avrebbe tentato di passare attraverso il Belgio, e inviò il Corpo di spedizione britannico (o BEF., ovvero British Expeditionary Force) a Maubeuge, seguendo le direttive imposte dal Piano XVII, invece che ad Amiens, più a ovest. Il BEF completò il posizionamento attorno a Maubeuge il 20 agosto. Il giorno seguente, il generale Karl von Bülow ordinò(manca fonte)alla 1. Armee del generale Alexander von Kluck, di cambiare direzione, dirigendosi non più verso ovest, ma a sud, proprio a Maubeuge. Kluck protestò duramente contro questa decisione, sostenendo che questo improvviso cambio di direzione avrebbe impedito all'Armata di aggirare il fianco sinistro francese, come già era stato stabilito dal Piano Schlieffen. Lo stesso giorno, la BEF incominciò a dirigersi a nord, verso Mons, anche se le ricognizioni avevano segnalato che anche forze tedesche piuttosto numerose vi si stavano dirigendo. Il 23 agosto il BEF fu sconfitto nella battaglia di Mons, che segnerà l'inizio della grande ritirata verso la Marna.

## L'assedio
Nella prime ore della mattina del 24 agosto 1914, il generale John French, comandante del BEF, minacciò di allontanarsi dalla Ve Armée del generale Lanzerac e di dirigersi verso Amiens, ma fu dissuaso da Joffre. French inoltre ipotizzò di ritirare il BEF nel sistema di fortificazioni attorno a Maubeuge, ma non vi fu un'applicazione pratica.
Più tardi, lo stesso giorno, la 2. Armee aprì il fuoco sul forte di Maubeuge. Il giorno dopo, essendo l'Armata in avanzamento, fu lasciato indietro un distaccamento (il VII. Armee-Korps, consistente in due divisioni, per 34000 uomini in totale) per continuare l'assedio al forte. Nel frattempo, al generale Fournier fu ordinato di resistere a oltranza, nella speranza che questo avrebbe rallentato l'avanzata tedesca: tale mossa fu però vanificata proprio dal distacco del VII. Armee-Korps dalla 2. Armee. Il 26 le forze tedesche completarono l'accerchiamento della fortezza, isolandola. Dal 29 agosto al 5 settembre gli assediati subirono bombardamenti da parte dell'artiglieria pesante tedesca.

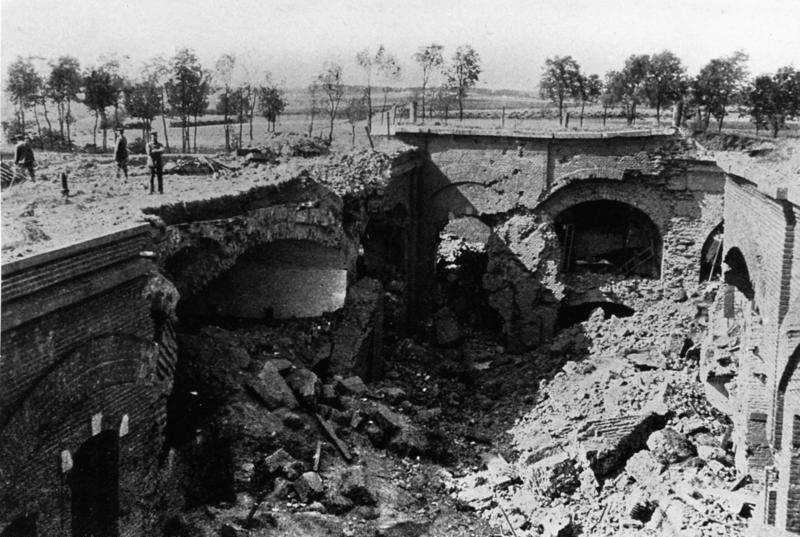
Parte del forte danneggiato in maniera grave, dopo la cattura da parte dei tedeschi

Il 5 e il 6 settembre, dopo un prolungato bombardamento, le forze tedesche presero d'assalto quattro dei quattordici forti che formavano il complesso difensivo, ormai molto lontano dalle linee Alleate. Il 7 settembre 1914 il complesso fortilizio di Maubeuge cadde in mano ai tedeschi. Ben 40000 soldati, per la stragrande maggioranza francesi, furono fatti prigionieri.
La fortezza sarà riconquistata dalla Guards Division e dalla 62nd (2nd West Riding) Division, entrambe unità britanniche, solamente il 9 novembre 1918, due giorni prima della fine del conflitto.